# خالد عبد الصمد
خالد عبدال صمد (بالملايوية: Khalid bin Abdul Samad)‏ هو سياسي ماليزي، ولد في 14 أغسطس 1957 بكوتا بهارو في ماليزيا. حزبياً، كان نشط في الحزب الإسلامي الماليزي. وقد انتخب عضو ديوان الرعية ‏ عن دائرة شاه عالم‎‎ ‏ وقد انضم خلال فترته النيابية ‏ إلى حزب الأمانة الوطني (AMANAH) التابع للكتلة البرلمانية تحالف الأمل (ماليزيا).